# Sarpi
Sarpi (georgiska: სარფი, laziska: Sarpi, turkiska: Sarp) är en georgisk gränsby vid Svarta havskusten, på gränsen mellan Georgien och Turkiet. Byn är huvudsakligen bebodd av lazer. Byn hade 826 invånare år 2014.